# Campyloneurus pilitarsis
Campyloneurus pilitarsis är en stekelart som beskrevs av Cameron 1911. Campyloneurus pilitarsis ingår i släktet Campyloneurus och familjen bracksteklar. Utöver nominatformen finns också underarten C. p. rugosus.